# Hồng hạc nhỏ

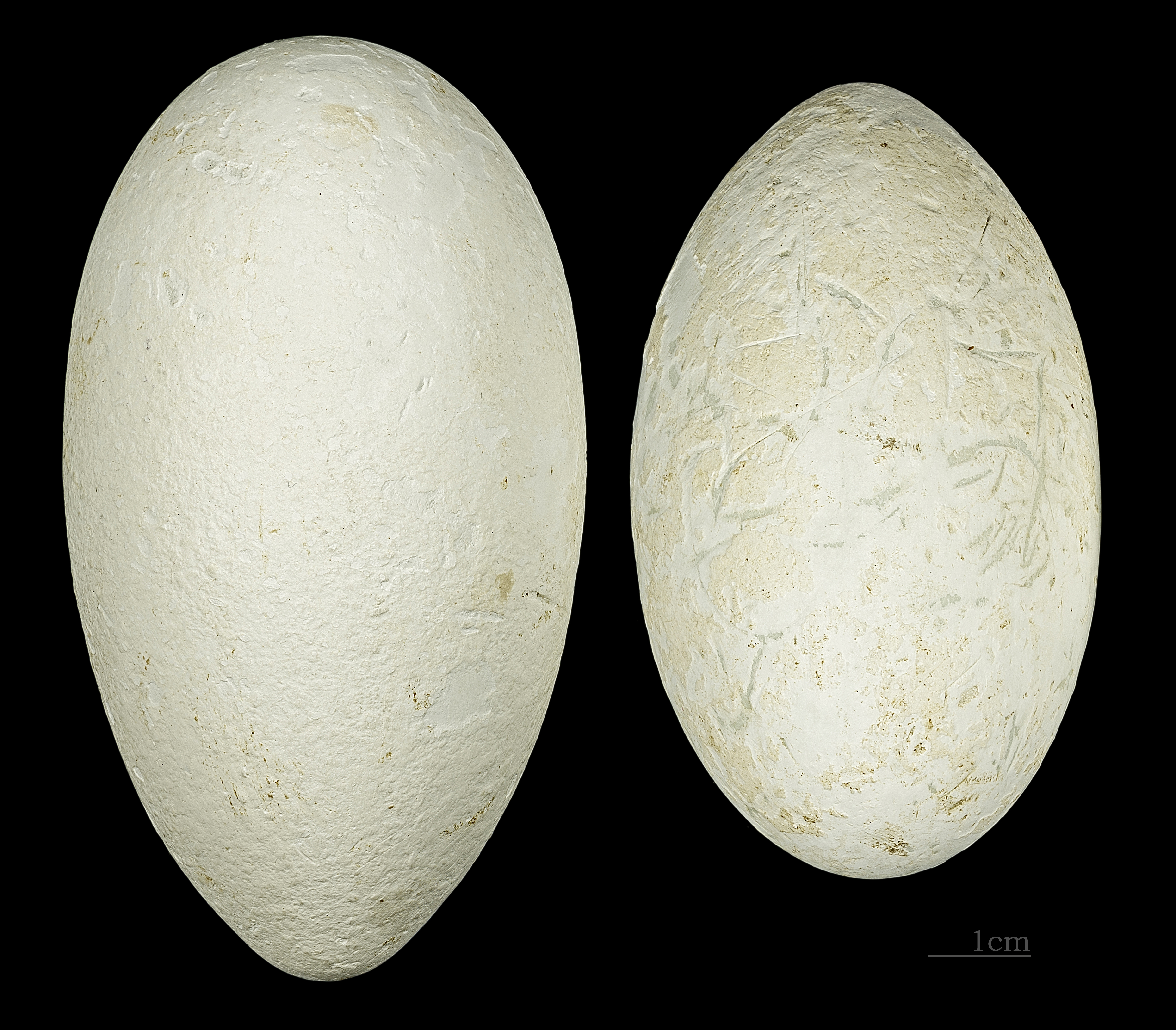
Phoeniconaias minor

Hồng hạc nhỏ (danh pháp khoa học: Phoenicopterus minor) là một loài hồng hạc. Đây oài chim cư trú ở châu Phi (chủ yếu là trong Đới tách giãn Đông Phi) và miền nam châu Á. Chim đôi khi được ghi nhận ở xa hơn về phía bắc, nhưng đây là những thường được coi là những con chim trốn thoát.
Đây là loài hồng hạc nhỏ nhất. Loài này cân nặng từ 1,2 đến 2,7 kg (2,6 đến 6,0 lb).. Chiều cao đứng là khoảng 80 đến 90 cm (31 đến 35 in). Tổng chiều dài (từ mỏ đến đuôi) và sải cánh là trong cùng một phạm vi các cách đo, từ 90 đến 105 cm (35 đến 41 in).
Hầu hết bộ lông hơi trắng hồng. Sự khác biệt rõ ràng nhất giữa loài này và hồng hạc lớn, là màu đen rộng hơn rất nhiều trên mỏ.